# Castillo de Rathfarnham

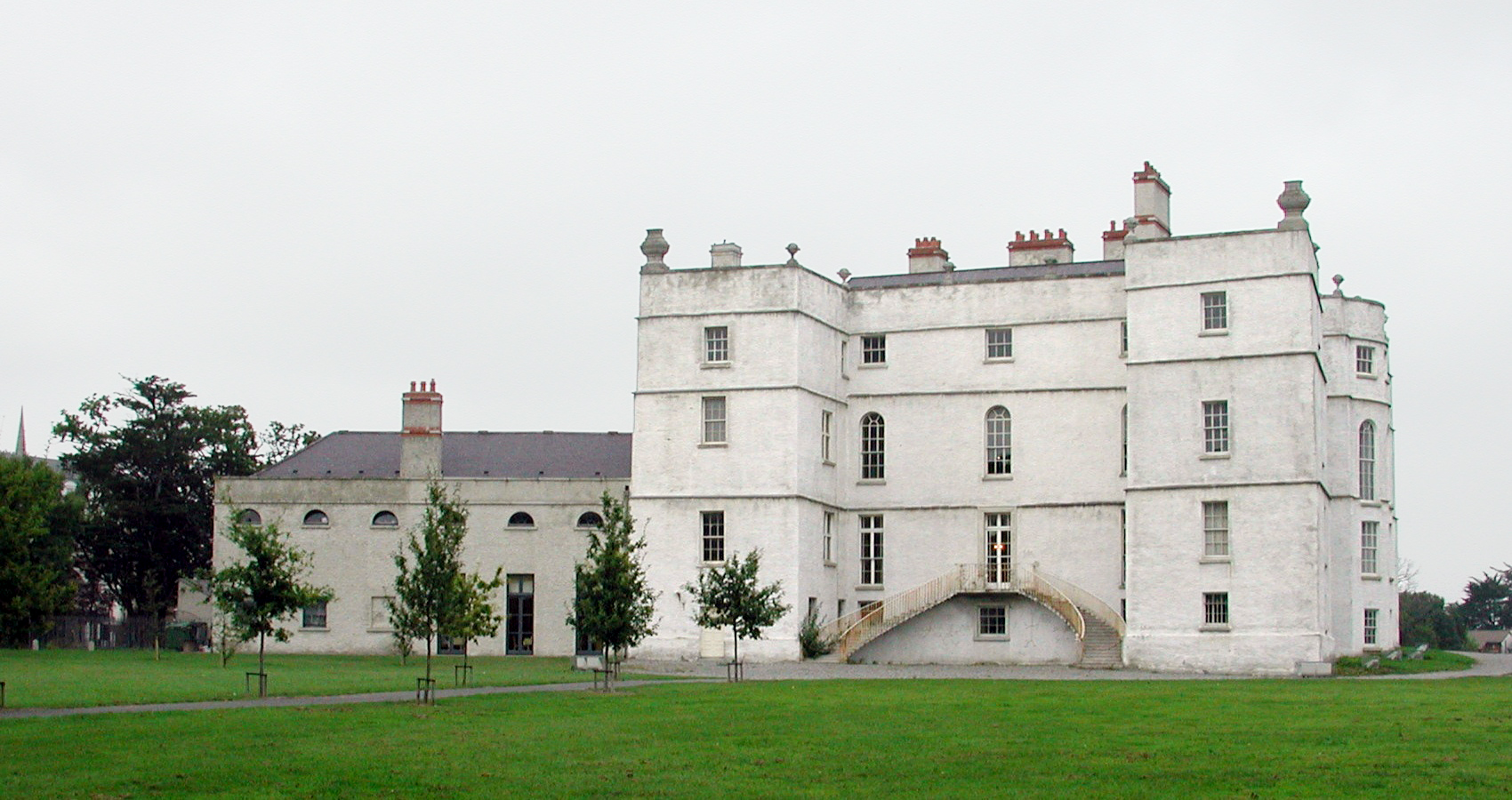
Castillo de Rathfarnham.

El Castillo de Rathfarnham (en gaélico Caisleán Ráth Fearnáin) es una construcción del siglo XVI situada en Rathfarnham, en el condado de Dublín, Irlanda.

## Orígenes
El anterior castillo anglonormando que fue reemplazado por la presente construcción, se construyó sobre tierras que fueron confiscadas a la familia Eustace de Baltinglass debido a su participación en la segunda rebelión de Desmond. Defendía La empalizada de los clanes irlandeses en las cercanías de los montes Wicklow. Se cree que el castillo actual se construyó alrededor de 1582 para Adam Loftus, por entonces Lord Canciller de Irlanda y arzobispo protestante de Dublín procedente de Yorkshire. Originalmente estaba semifortificado y con una estructura rematada con almenas, pero las excesivas alteraciones que sufrió en el siglo XVIII le dieron apariencia de casa de estilo georgiano.
El castillo consistía en un edificio cuadrado de cuatro plantas de altura con una torre proyectada en cada esquina, las paredes tenían un promedio de 1.5 metros de grosor. En el nivel inferior se encuentran dos compartimentos divididos por una pared de casi 3 metros de grosor que se alza hasta la totalidad de la altura del castillo.
Cuando Loftus lo adquirió, Rathfarnham estaba considerado un pueblo sin futuro. Su nuevo castillo dejó de construirse cuando en 1600 tuvo que soportar un ataque por los clanes de Wicklow durante la Guerra de los Nueve Años irlandesa.

## Guerra civil
Loftus le dejó el castillo a su hijo, Dudley que lo transmitió a su hijo Adam en 1616. Siendo propiedad de Adam, soportó un asedio durante la rebelión que azotó a la isla en 1641. Cuando los campos de los alrededores fueron tomados, albergó al ejército Confederado. Para frenar la lucha entre los Confederados y los Realistas ingleses Loftus se opuso al tratado de cesión y por ello fue encarcelado en el castillo de Dublín.
Durante las posteriores guerras confederadas en (1641-53), cambió varias veces de propietario. Desde 1641 hasta 1647, las tropas Realistas lo utilizaron como cuartel. En 1647, el comandante de los Realistas en la isla, Ormonde, rindió Dublín al parlamento inglés y las tropas Parlamentaristas estuvieron acuarteladas ahí hasta 1649, cuando unos días antes de la batalla de Rathmines, se le asedió y los Realistas lo tomaron sin llegar a luchar. Sin embargo, los Parlamentaristas lo reocuparon al vencer en la batalla. También se ha informado de que Oliver Cromwell mantuvo su Consejo ahí durante su campaña antes de marchar hacia el Sur para asediar a la ciudad de Wexford. Bajo el mandato de Cromwell, Loftus recuperó su castillo y sus tierras, pero se alió con los Parlamentaristas y murió durante el Sitio de Limerick en 1651.
Después de la guerra civil inglesa, la familia Loftus mantuvo la propiedad del castillo. En 1659, lo heredó Dr. Dudley Loftus, biznieto del arzobispo Loftus. Durante su vida, Dudley ocupó los cargos de Comisionado de renovación, Juez almirante, ministro de Kildare y Wicklow y ministro de Bannow y Fethard. Su cuerpo está enterrado en la catedral de San Patricio.

## ElsigloXVIII
En el siglo XVIII la propiedad pasó por casamiento a Philip Wharton. El joven perdió su dinero en la burbuja marina del Sur y en 1723 vendió el castillo a William Connolly, portavoz de la casa de los comunes irlandesa por 62.000 libras. En 1742 el castillo fue vendido al reverendo John Hoadly, arzobispo de Armagh, y al morir éste cuatro años después, pasó a propiedad de su yerno Bellingham Boyle. En 1767, vendió la propiedad a Nicholas Hume-Loftus, segundo Conde de Ely, un descendiente de Adam Loftus, el constructor original del castillo. Nicholas murió en unos años, probablemente como resultado indirecto de los duros apuros que sufrió en su juventud, y el estado pasó a su tío, Henry Loftus, el cual fue nombrado Conde de Ely en 1771. En conmemoración por reobtener la propiedad, la familia Loftus construyó otra entrada al castillo en forma de arco romano triunfal. El arco puede verse aun desde las cercanías de la carretera Dodder Park. Henry Loftus, fue el responsable de la mayoría de la conversión de la fortaleza medieval en una mansión Georgiana y para ello contrató a los modernos y renovados arquitectos de la época, William Chambers y James Stuart para que llevasen a cabo los trabajos de remodelación.
Posteriormente se alargaron las ventanas de barrotes y los almenajes fueron reemplazados con urnas decorativas. Se añadió una extensión semicircular en el lado del este y en el norte una entrada de porche con escalones. El interior se decoró en concordancia con los gustos del período y los artistas principales de la época incluyendo a Angelica Kauffmann. Los escritores que visitaron la casa dejaron descripciones extravagantes de su esplendor.
Henry murió en 1783 y fue sucedido por su sobrino Charles Tottenham. Posteriormente se convirtió en Marqués de Ely como recompensa por su voto en el momento de la unión.